# Wake Me Up (아비치의 노래)
"Wake Me Up"은 스웨덴의 DJ이자 프로듀서인 아비치의 노래로, 앨로 블랙이 부른 것이다. 2013년 데뷔 앨범 True의 리드 싱글이다.

## 같이 보기
- 쾌락주의